# La Corbière
La Corbière est une commune française située dans le département de la Haute-Saône, la région culturelle et historique de Franche-Comté et la région administrative Bourgogne-Franche-Comté.

## Géographie

### Communes limitrophes
Les communes limitrophes sont  Belmont, La Bruyère, La Proiselière-et-Langle, Les Fessey et Magnivray.

### Climat
Pour des articles plus généraux, voir Climat de la Bourgogne-Franche-Comté et Climat de la Haute-Saône.
En 2010, le climat de la commune est de type climat de montagne, selon une étude du Centre national de la recherche scientifique s'appuyant sur une série de données couvrant la période 1971-2000. En 2020, Météo-France publie une typologie des climats de la France métropolitaine dans laquelle la commune est exposée à un climat semi-continental et est dans la région climatique Lorraine, plateau de Langres, Morvan, caractérisée par un hiver rude (1,5 °C), des vents modérés et des brouillards fréquents en automne et hiver.
Pour la période 1971-2000, la température annuelle moyenne est de 9,6 °C, avec une amplitude thermique annuelle de 17,3 °C. Le cumul annuel moyen de précipitations est de 1 364 mm, avec 13,2 jours de précipitations en janvier et 10,6 jours en juillet. Pour la période 1991-2020, la température moyenne annuelle observée sur la station météorologique de Météo-France la plus proche, « Luxeuil », sur la commune de Saint-Sauveur à 8 km à vol d'oiseau, est de 10,8 °C et le cumul annuel moyen de précipitations est de 977,3 mm. 
La température maximale relevée sur cette station est de 38,9 °C, atteinte le 25 juillet 2019 ; la température minimale est de −25,9 °C, atteinte le 16 janvier 1966,,.
Les paramètres climatiques de la commune ont été estimés pour le milieu du siècle (2041-2070) selon différents scénarios d'émission de gaz à effet de serre à partir des nouvelles projections climatiques de référence DRIAS-2020. Ils sont consultables sur un site dédié publié par Météo-France en novembre 2022.

## Urbanisme

### Typologie
Au 1er janvier 2024, La Corbière est catégorisée commune rurale à habitat dispersé, selon la nouvelle grille communale de densité à sept niveaux définie par l'Insee en 2022.
Elle est située hors unité urbaine. Par ailleurs la commune fait partie de l'aire d'attraction de Luxeuil-les-Bains, dont elle est une commune de la couronne,. Cette aire, qui regroupe 41 communes, est catégorisée dans les aires de moins de 50 000 habitants,.

### Occupation des sols

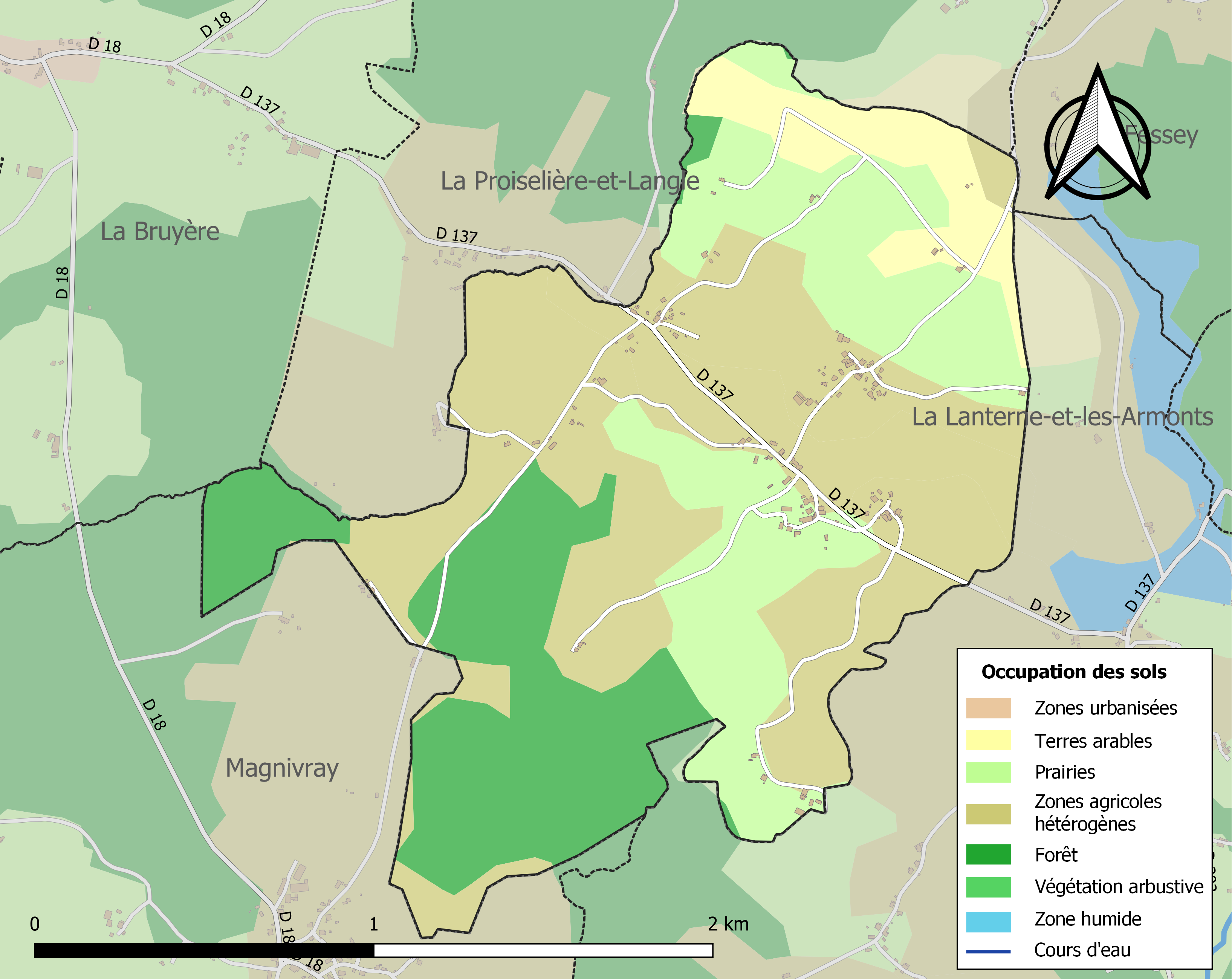
Carte des infrastructures et de l'occupation des sols de la commune en 2018 (CLC).

L'occupation des sols de la commune, telle qu'elle ressort de la base de données européenne d’occupation biophysique des sols Corine Land Cover (CLC), est marquée par l'importance des territoires agricoles (77,4 % en 2018), en diminution par rapport à 1990 (78,3 %). La répartition détaillée en 2018 est la suivante : 
zones agricoles hétérogènes (45,8 %), prairies (24,7 %), forêts (22,6 %), terres arables (6,8 %). L'évolution de l’occupation des sols de la commune et de ses infrastructures peut être observée sur les différentes représentations cartographiques du territoire : la carte de Cassini (XVIIIe siècle), la carte d'état-major (1820-1866) et les cartes ou photos aériennes de l'IGN pour la période actuelle (1950 à aujourd'hui).

### Habitat et logement
En 2020, le nombre total de logements dans la commune était de 56, alors qu'il était de 54 en 2015 et de 51 en 2010.
Parmi ces logements, 84,4 % étaient des résidences principales, 11,7 % des résidences secondaires et 3,9 % des logements vacants. Ces logements étaient pour 94,7 % d'entre eux des maisons individuelles et pour 5,3 % des appartements.
Le tableau ci-dessous présente la typologie des logements à la La Corbière en 2020 en comparaison avec celle de la Haute-Saône et de la France entière. Une caractéristique marquante du parc de logements est ainsi une proportion de résidences secondaires et logements occasionnels (11,7 %) supérieure à celle du département (6,2 %) et à celle de la France entière (9,7 %). Concernant le statut d'occupation de ces logements, 87,5 % des habitants de la commune sont propriétaires de leur logement (66 % en 2015), contre 68,8 % pour la Haute-Saône et 57,5 pour la France entière.
| Typologie                                               | La Corbière | Haute-Saône | France entière |
| ------------------------------------------------------- | ----------- | ----------- | -------------- |
| Résidences principales (en %)                           | 84,4        | 83          | 82,1           |
| Résidences secondaires et logements occasionnels (en %) | 11,7        | 6,2         | 9,7            |
| Logements vacants (en %)                                | 3,9         | 10,7        | 8,2            |

## Toponymie
Le nom de la localité est attesté sous la forme Corbereria en 1051.
Du latin corbus (corbeau) avec le suffixe –aria (« aire »).

## Politique et administration

Carte départementale représentant en rouge la communauté de communes du Pays de Luxeuil.

### Rattachements administratifs et électoraux
La commune fait partie de l'arrondissement de Lure du département de la Haute-Saône, en région Bourgogne-Franche-Comté. Pour l'élection des députés, elle dépend de la deuxième circonscription de la Haute-Saône.
Elle faisait partie depuis 1801  du canton de Luxeuil-les-Bains, puis, lors de sa scission en 1985, la commune a été rattachée au nouveau canton de Saint-Sauveur. Dans le cadre du redécoupage cantonal de 2014 en France, la commune est rattachée au canton de Mélisey.

### Intercommunalité
La commune fait partie de la communauté de communes du Pays de Luxeuil créée le 15 novembre 2001

### Liste des maires
| Période                                  | Période                        | Identité             | Étiquette | Qualité                              |
| ---------------------------------------- | ------------------------------ | -------------------- | --------- | ------------------------------------ |
| Les données manquantes sont à compléter. |                                |                      |           |                                      |
|                                          |                                |                      |           |                                      |
| mars 2001                                | 2008                           | Étienne Bernard      |           |                                      |
| 2008                                     | mai 2020                       | Antoinette Richardot |           | Retraitée éducation nationale        |
| mai 2020,                                | En cours (au 30 novembre 2023) | Sébastien Richardot  |           | Artisan, fils d'Antoinette Richardot |

## Équipements et services publics
La commune s'est dotée en 2012-2013 d'une nouvelle mairie avec une salle de réunion pour 60 personnes, accessible aux personnes à mobilité réduite.

## Population et société

### Démographie
L'évolution du nombre d'habitants est connue à travers les recensements de la population effectués dans la commune depuis 1793. Pour les communes de moins de 10 000 habitants, une enquête de recensement portant sur toute la population est réalisée tous les cinq ans, les populations de référence des années intermédiaires étant quant à elles estimées par interpolation ou extrapolation. Pour la commune, le premier recensement exhaustif entrant dans le cadre du nouveau dispositif a été réalisé en 2006.

En 2022, la commune comptait 110 habitants, en évolution de +3,77 % par rapport à 2016 (Haute-Saône : −1,4 %, France hors Mayotte : +2,11 %).
| 1793 | 1800 | 1806 | 1821 | 1831 | 1836 | 1841 | 1846 | 1851 |
| ---- | ---- | ---- | ---- | ---- | ---- | ---- | ---- | ---- |
| 209  | 169  | 203  | 302  | 270  | 295  | 285  | 295  | 300  |

| 1856 | 1861 | 1866 | 1872 | 1876 | 1881 | 1886 | 1891 | 1896 |
| ---- | ---- | ---- | ---- | ---- | ---- | ---- | ---- | ---- |
| 283  | 257  | 262  | 237  | 221  | 227  | 229  | 204  | 186  |

| 1901 | 1906 | 1911 | 1921 | 1926 | 1931 | 1936 | 1946 | 1954 |
| ---- | ---- | ---- | ---- | ---- | ---- | ---- | ---- | ---- |
| 210  | 205  | 197  | 199  | 177  | 157  | 157  | 148  | 144  |

| 1962 | 1968 | 1975 | 1982 | 1990 | 1999 | 2006 | 2011 | 2016 |
| ---- | ---- | ---- | ---- | ---- | ---- | ---- | ---- | ---- |
| 142  | 108  | 87   | 95   | 95   | 93   | 107  | 98   | 106  |

| 2021 | 2022 | - | - | - | - | - | - | - |
| ---- | ---- | - | - | - | - | - | - | - |
| 110  | 110  | - | - | - | - | - | - | - |

## Culture locale et patrimoine

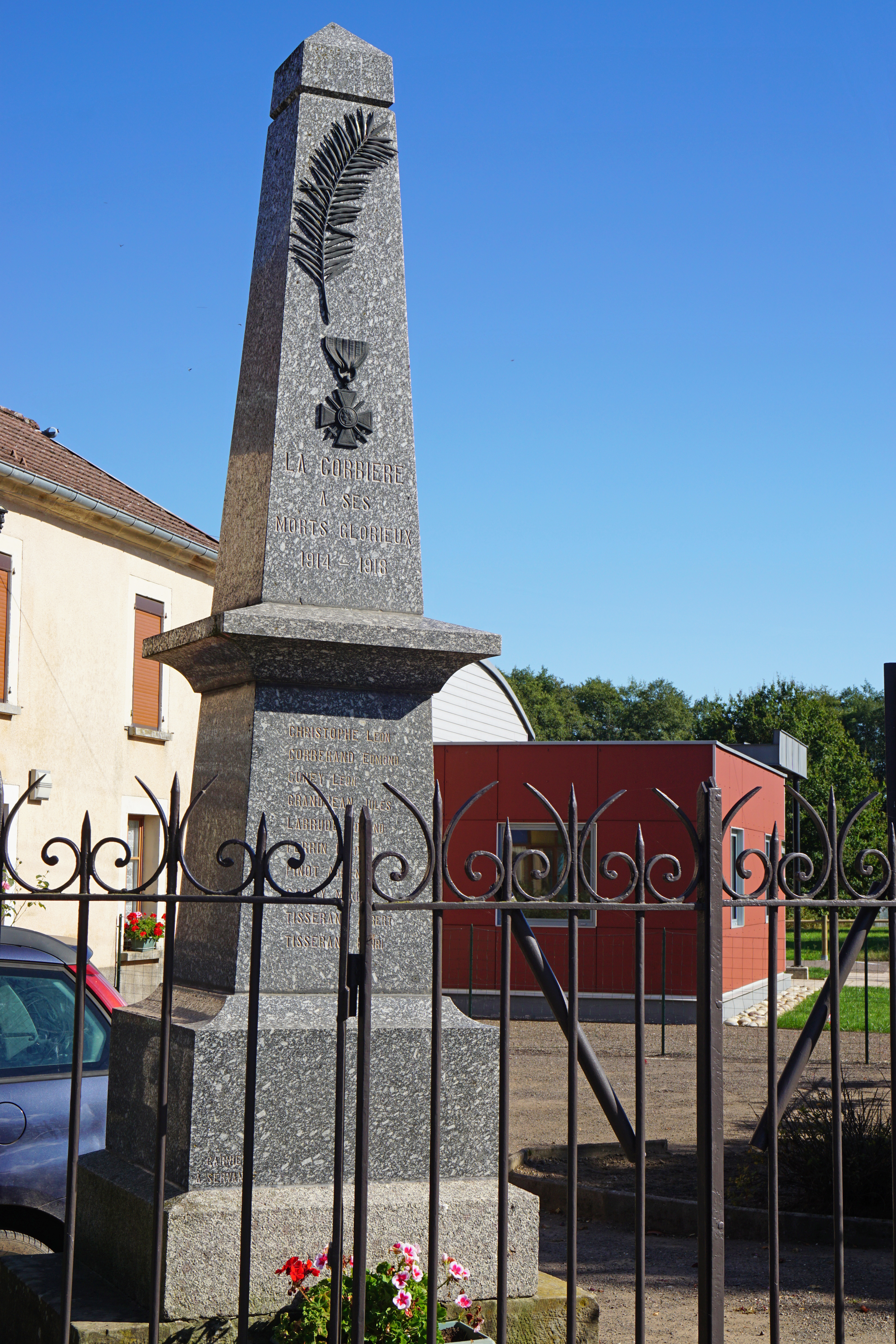
Monument aux morts.

### Lieux et monuments
Le monument aux morts.